# Huracán Martin (2022)
El Huracán Martin fue el séptimo huracán de la temporada de huracanes del Atlántico de 2022, azotando a las Islas Azores, y disipandose el 3 de noviembre cuando se acercaba a las Islas de Canadá

## Historia Meteorológica

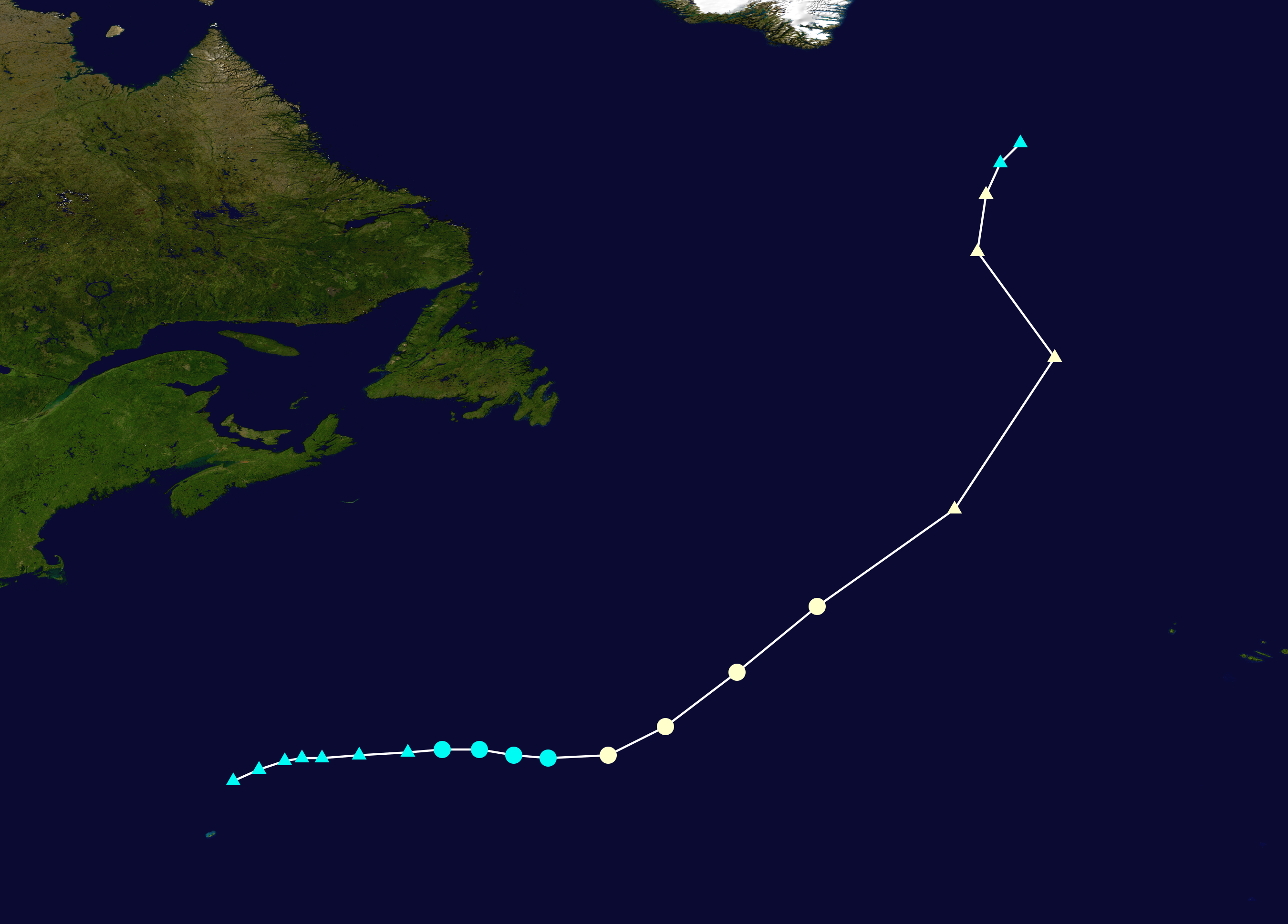
Mapa que traza la trayectoria y la intensidad de la tormenta, según la escala Saffir-Simpson.

El 31 de octubre, el Centro Nacional de Huracanes (NHC) comenzó a monitorear un área no tropical de baja presión ubicada en el Atlántico subtropical central al noreste de las Bermudas que, aunque unida a un límite frontal, tenía un pequeño núcleo con vientos huracanados y un área concentrada de convección cerca de su centro. Temprano el 1 de noviembre, se desarrolló una convección profunda cerca del centro, que se había separado del límite frontal. Al mismo tiempo, el sistema desarrolló un núcleo cálido no frontal y además se mostraba mucho más organizado en las imágenes de satélite, lo que resultó en la formación de la Tormenta tropical Martin a las 15:00 UTC de ese día con vientos máximos sostenidos de 85 km/h (50 mph) y una presión central de 997 mbar, ubicado en ese momento a unos 885 km (550 millas) al este-noreste de las Bermudas. La tormenta continuó organizándose hasta el día siguiente, a medida que se desarrollaba un ojo mejor definido, con un patrón de bandas estrechas que envolvía el centro, lo que resultó en que Martin se fortaleciera hasta convertirse en el séptimo huracán de la temporada como un huracán de categoría 1 a las 15:00 UTC del 2 de noviembre. A las 15:00 UTC del 3 de noviembre Martin alcanzó su intensidad máxima con vientos máximos sostenidos de 140 km/h (85 mph) y una presión central mínima de 960 mbar a más de 1200 km al noroeste de las Islas Azores. Seis horas después, a las 21:00 UTC, mientras mantenía la fuerza de un huracán, Martin pasó a ser un ciclón postropical, sobre el Atlántico Norte abierto a unos 1510 km (940 millas) al norte-noroeste de las islas Azores.